# Gunnar Jervill
Gunnar Jervill (* 23. November 1945 in Göteborg) ist ein ehemaliger schwedischer Bogenschütze.

## Karriere
Jervill nahm an den Olympischen Spielen 1972 und 1976 teil. 1972 in München gewann er die Silbermedaille im Einzel. Vier Jahre später konnte er diesen Erfolg nicht wiederholen und belegte den 14. Platz.
Bei den Europameisterschaften 1972 wurde Jervill sowohl im Einzel wie auch mit der Mannschaft Europameister. 1976 wurde er mit der Mannschaft Zweiter.
1976 sprach er sich für eine strikte Trennung von Sport und Politik aus.